# Fußball in Belgien
Fußball ist neben dem Radsport die populärste Sportart in Belgien. Die Nationalmannschaft gehörte in den 1980er und 1990er Jahren zu den besten der Welt, die Vereine konnten ihre größten Erfolge in den Europapokalen in den 1970er und 1980er Jahren feiern. Die erste belgische Meisterschaft wurde 1895/96 ausgetragen. Im belgischen Fußballverband sind heute 425.000 Mitglieder in fast 2.000 Vereinen und knapp 20.000 Mannschaften organisiert. Es gibt Untergruppen für Flandern (Voetbal Vlaanderen, VFV) und das frankophone Belgien einschließlich des deutschsprachigen Gebiets (Association des clubs francophones de Football, ACFF).

## Geschichte

### Verband

Logo des Verbandes

Der Königliche Belgische Fußballverband (KBFV) wurde 1895 als Union Belge des Sociétés de Sports Athlétiques (UBSSA) gegründet und vertrat anfangs auch Leichtathletik und Radsport. 1912 spaltete sich die Fußballabteilung unter dem Namen Union Belge des Sociétés de Football Association (UBSFA) ab und führte seit 1913 auch den flämischen Namen Belgische Voetbalbond (BVB). Seit 1920 hat er seinen heutigen Namen. Der KBFV war 1904 Gründungsmitglied der FIFA und 1954 der UEFA.

### Die ersten Vereinsgründungen

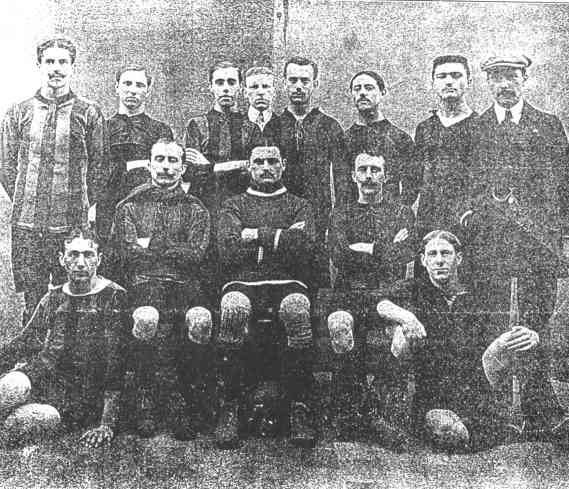
Die Mannschaft des Daring Club de Bruxelles, 1912

Wie in anderen Ländern auch, wurde der Fußballsport von Engländern nach Belgien gebracht. Schon um 1865 wurde an den Englischen Schulen in Brüssel Fußball gespielt. In der Hafenstadt Antwerpen waren es Beschäftigte der englischen Handelsgesellschaften und in Lüttich die Ingenieure von Cockerill, die zuerst Fußball spielten, bald darauf begannen auch Schüler an den belgischen Schulen mit dem Sport.
Die ersten Fußballclubs in Belgien entstanden in den 1880er und 1890er Jahren. Die Vereine tragen Matrikelnummern, die der Fußballverband 1926 nach der Dauer der Verbandszugehörigkeit vergab. Als ältester Verein trägt deshalb der Royal Antwerpen die renommierte Matrikelnummer 1. Die zehn ersten Vereine mit den Nummern 1–10 waren:
1. Royal Antwerpen (gegründet 1880)
2. Daring Club de Bruxelles (1895; aufgegangen in Racing White Daring, heute FC Brüssel)
3. FC Brügge (1891)
4. Royal Football Club de Liège (1892)
5. Royal Léopold Club Uccle Forestoise (1893)
6. Racing Club de Bruxelles (1895; aufgegangen in Racing White Daring, heute FC Brüssel)
7. KAA Gent (1896)
8. Royal Cercle Sportif Verviétois (1896)
9. Royal Dolhain FC
10. Royale Union Saint-Gilloise (1897)

Tradition spiegelt sich auch im Namen eines Vereins wider: Jeder Club hat nach 50 Jahren das Recht, den Zusatz Königlich, Royal (französisch) oder Koninklijk (ndl.) zu tragen (früher galten kürzere Fristen). Viele flämische Vereine änderten ihren Namen in den 1960er Jahren vom Französischen ins Niederländische. Auch Fusionen sind im belgischen Fußball nicht selten, so dass es insgesamt zu relativ vielen Namensänderungen kommt; auch die Nennung zweier Städte in einem Vereinsnamen ist keine Seltenheit.

### Die Frühzeit der belgischen Meisterschaft
Der belgische Fußballverband richtete seinen ersten offiziellen Wettbewerb (Coupe de Championnat) 1895/96 aus. Die sieben teilnehmenden Mannschaften waren Royal Antwerpen, FC Brügge, FC Lüttich und aus Brüssel Racing Club de Bruxelles, Léopold Club de Bruxelles, Sporting Club de Bruxelles und Union d’Ixelles. Léopold Club galt als Club des Adels und des Großbürgertums und spielt noch heute in der vierten Liga. Der FC Lüttich wurde erster Meister und die beiden Tabellenletzten, Brügge und Union d’Ixelles, wurden durch den Athletic Club de Bruxelles ersetzt. Lüttich und der Racing Club dominierten die ersten Meisterschaften. Die ersten Torschützenkönige der Liga waren in den Jahren 1896 bis 1902 die Engländer Samuel C. Hickson, Charles Grimshaw Atkinson, Herbert Pott und der Österreicher Franz König.
Nach der Jahrhundertwende wurde Union Saint-Gilloise die bestimmende Mannschaft und gewann sechs Titel in einer Dekade. Daneben wurden auch R.C. de Bruxelles und das neue Team Beerschot AC Meister, später setzte sich der FC Brügge als Top-Club durch. Der Modus wurde öfters gewechselt, es wurde entweder in einer ein- oder zweigleisigen Liga gespielt. 1926 wurde die Liga Division d’Honneur genannt. Die 20er Jahre wurden von Teams aus Antwerpen bestimmt: Beerschot AC gewann fünfmal, Royal Antwerpen zweimal und Lierse SK einmal den Titel.

### Seit dem Zweiten Weltkrieg
Nach dem Zweiten Weltkrieg gewann 1947 der RSC Anderlecht seinen ersten Titel, und in den späten 1950ern war Standard Lüttich zum ersten Mal erfolgreich. Von 1960 bis 1972 machten diese beiden Mannschaften den Titel unter sich aus. Die Dominanz im belgischen Fußball war so groß, dass 1964 in einem Länderspiel gegen die Niederlande nach der Auswechslung des Torhüters elf Spieler des RSC Anderlecht auf dem Platz standen. Der Profifußball war in den späten 1960er Jahren in Belgien eingeführt worden. Seit den 1990er Jahren machten FC Brügge und RSC Anderlecht den Titel meist unter sich aus, lediglich RC Genk konnte 2001/02 den Titel gewinnen. In der Saison 2007/08 sowie 2008/2009 wurde Standard Lüttich nach langer Durststrecke wieder belgischer Meister.
Rekordmeister ist der RSC Anderlecht mit 32 Titeln vor dem FC Brügge (13 Titel), Royale Union Saint-Gilloise (11), Standard Lüttich (10), Beerschot VAC (7), Racing de Bruxelles (6), Daring de Bruxelles und FC Lüttich (beide 5), Royal Antwerpen, KV Mechelen und Lierse SK (alle 4) und dem KRC Genk und Cercle Brügge (beide 3).

## Entwicklung

### Spielkultur

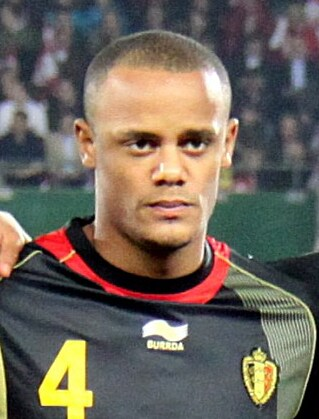
Vincent Kompany gilt als einer der besten belgischen Fußballer

Der belgische Fußball gilt als sehr körperbetont und eher defensiv. Berühmt wurde die belgische Abseitsfalle, insbesondere bei der EM 1980. Seit einigen Jahren spielen zunehmend Spieler aus Immigrantenfamilien im belgischen Team, deren Spiel nicht selten auf hohem technischen Niveau ist, und die den Stil der Nationalmannschaft beeinflusst haben: Mousa Dembélé, Marouane Fellaini, Vincent Kompany.
Die besten belgischen Fußballer waren meist Defensivspieler: Eric Gerets, Leo Clijsters, Georges Grün, Philippe Albert, Franky Van Der Elst, Vincent Kompany oder die Torhüter Jean-Marie Pfaff und Michel Preud’homme. Dagegen hat Belgien relativ wenig Stürmer von internationalem Format hervorgebracht, unter anderem Fernand Goyvaerts, Jan Ceulemans, Erwin Vandenbergh, Enzo Scifo, Marc Degryse, Luc Nilis und Emile Mpenza. Zum besten belgischen Fußballer des 20. Jahrhunderts wurde Paul Van Himst gewählt, der für den RSC Anderlecht spielte und 1960 bis 1974 das belgische Nationalteam anführte und viermal den Goldenen Schuh als Fußballer des Jahres erhielt.

### Belgische Profis im Ausland
Die große Mehrheit des aktuellen belgischen Nationalmannschaftskaders spielt im Ausland, größtenteils in der englischen Premier League, beispielsweise  Marouane Fellaini (Manchester United), Eden Hazard, Thibaut Courtois (beide FC Chelsea) oder Jan Vertonghen (Tottenham Hotspur). Andere Nationalspieler stehen in den übrigen europäischen Topligen unter Vertrag. Während belgische Fußballprofis vor einigen Jahren ihr Geld vornehmlich in der Bundesliga verdienten, spielen heute nur noch wenige Belgier in den deutschen Profiligen. Roger Van Gool war der erste Profi in der Bundesliga, für den 1 Million DM Ablöse gezahlt wurde.

### „Legionäre“ in Belgien
Seit dem sogenannten Bosman-Urteil ist die Zahl der ausländischen Spieler in den Mannschaften der Pro League nicht mehr beschränkt. In der Folge verpflichteten die belgischen Vereine, wie es auch in anderen Ländern geschieht, zahlreiche Fußballer aus Osteuropa, Afrika und Südamerika. Einerseits wurde durch diese Entwicklung die Nationalmannschaft geschwächt, andererseits bekam die belgische Liga die Funktion eines Schaufensters für die großen Vereine Europas. So haben viele der besten Fußballer Europas ihre internationale Karriere in Belgien begonnen, zum Beispiel Jean-Pierre Papin (FC Brügge; Frankreich), Sunday Oliseh, Victor Ikpeba (Standard Lüttich; Nigeria), Jan Koller (Tschechien), Aruna Dindane und Celestine Babayaro (RSC Anderlecht; Elfenbeinküste) und viele andere.

### Afrikanische Profis in Belgien
Eine besondere Rolle spielt der belgische Profifußball für afrikanische Spieler, die in großer Zahl von zum Teil unseriösen Agenten nach Europa geholt werden. Der KSK Beveren setzt fast ganz auf Spieler aus der Fußballschule des ehemaligen französischen Nationalspielers Jean-Marc Guillou in Abidjan. So stammen von den 26 Spielern im Kader der Saison 2005/06 18 von der Elfenbeinküste (von denen aber nur einer als Nationalspieler an der Afrikameisterschaft 2006 teilnahm), zwei weitere aus Mali und der Republik Kongo. Für afrikanische und afrikanischstämmige Fußballer existiert eine eigene bedeutende Auszeichnung, der Ebenholz-Schuh. 2013 gewann Mbaye Leye aus dem Senegal diese Trophäe, davor Dieumerci Mbokani (DR Kongo).

### Wirtschaftskraft der Vereine
Der Jahresetat teilt die belgische Liga in zwei Klassen. Die meisten Vereine verfügen über ein bescheidenes Budget von 3 bis 6 Millionen Euro. Der AA Gent führt dieses große Feld mit einem Etat von 7,8 Millionen Euro an. Vier Vereine verfügen über ein Vielfaches davon: Absoluter Ligakrösus ist der RSC Anderlecht mit 27 Millionen Euro vor KRC Genk (18 Millionen), Standard Lüttich (16 Millionen) und dem FC Brügge (15 Millionen) (Stand: 2005/06). Ein durchschnittlicher Profi der Jupiler League verdient schätzungsweise 2000 bis 3000 Euro im Monat plus Siegprämien. Nur die regelmäßig im Europapokal spielenden Mannschaften können auch die Gehälter von Spielern internationaler Klasse aufbringen. Abwerbungsversuchen durch die großen Vereine aus Spanien, Italien oder England haben aber auch diese Vereine nichts entgegenzusetzen.
Die erste Liga, die Pro League, wird von der Bierbrauerei Jupiler gesponsert. Der Zuschauerschnitt liegt meist knapp unter 10.000. Neben den Topclubs FC Brügge und RSC Anderlecht haben Standard Lüttich und der RC Genk, dessen Fans als besonders treu gelten, relativ hohe Besucherzahlen.
Aus der geringen Wirtschaftskraft der meisten Vereine resultieren die zahlreichen Fusionen im belgischen Fußball. So ist der FC Brüssel das Produkt von sechs verschiedenen Vereinen der ersten und zweiten Liga, die sukzessive seit den 1960er Jahren miteinander verschmolzen sind. Andere Vereine wie der KV Mechelen, 1988 noch Europacup-Sieger, oder Royal Antwerpen, der älteste Clubs des Landes und 1993 Europacup-Finalist, sind der Insolvenz nur knapp entkommen, aber zwischenzeitlich in der zweiten oder sogar dritten Liga gelandet.

### Korruption und Wettskandal
Die relativ geringen Gehälter machen den belgischen Fußball anfällig für Korruptionsskandale. Schon 1982 soll Standard Lüttich den Gewinn des Meistertitels mit Zahlungen an den Klub Waterschei durch Trainer Raymond Goethals und Kapitän Eric Gerets beeinflusst haben. Seit Ende 2005 ist der belgische Profifußball in einen Wettskandal verwickelt. Eine chinesische Wettmafia soll Medienberichten zufolge Einfluss auf den Ausgang verschiedener Spiele genommen haben. Besonders St. Truiden, Lierse SK, La Louvière und Charleroi, beziehungsweise einzelne Spieler und Trainer dieser Mannschaften, werden der Manipulation beschuldigt. Seit Anfang 2006 beschäftigt sich die Justiz mit dem Fall.

## Nationalmannschaft

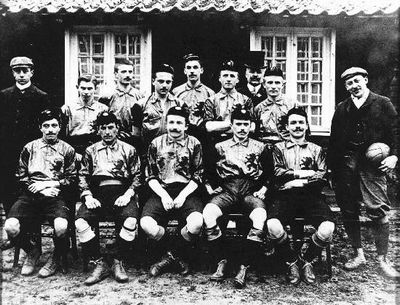
Die belgische Fußballnationalmannschaft, 1905

Das erste offizielle Länderspiel bestritt Belgien 1904 gegen Frankreich (3:3). Wegen der roten Trikots der Nationalmannschaft wird die Mannschaft seit einer Radioreportage 1906 auch die Roten Teufel genannt. In den 1980er Jahren gehörte Belgien zu den besten Fußballnationen der Welt. Nach einer längeren Schwächeperiode zwischen 2002 und 2012, in der man sich für keines der stattfindenden Turniere qualifizieren konnte, gilt die Mannschaft als Geheimfavorit für die Fußball-Weltmeisterschaft 2014. Junge Spieler wie Eden Hazard, Marouane Fellaini, Thibaut Courtois, Kevin De Bruyne oder Romelu Lukaku gehören zu den größten Talenten des Weltfußballs und spielen bei international bekannten Topvereinen. Zurzeit belegt Belgien in der FIFA-Weltrangliste Rang 2 (Stand: April 2016); von November 2015 bis April 2016 belegte es sogar Rang 1.

### Weltmeisterschaften
Belgien nahm bisher dreizehnmal an einer Weltmeisterschaft teil. Für die WM 2006 in Deutschland verpasste Belgien erstmals seit 1978 die Qualifikation.
Bereits bei der ersten Fußball-Weltmeisterschaft 1930 in Uruguay nahm Belgien als eines von vier europäischen Teams teil, verlor aber beide Spiele der Vorrunde gegen die USA (0:3) und Paraguay (0:1) und schied damit aus.
Bei der WM 1934 bestritt Belgien nur ein einziges Spiel und verlor gegen Deutschland mit 2:5.
Auch während der WM 1938 musste Belgien nur ein Spiel bestreiten. Im Achtelfinale verloren die Belgier mit 1:3 gegen den Gastgeber Frankreich und mussten die kurze Heimreise antreten.
Die WM 1954 in der Schweiz begann mit einem 4:4 nach Verlängerung gegen England furios, aber eine 1:4-Niederlage gegen Italien bedeutete trotzdem das Aus in der Vorrunde.
Belgien konnte sich erst wieder für die Fußball-Weltmeisterschaft 1970 qualifizieren. Die Mannschaft startete zwar mit einem 3:0-Sieg gegen El Salvador, doch anschließend wurden sie von der Sowjetunion (1:4) und Gastgeber Mexiko (0:1) bezwungen.
Für die Weltmeisterschaft 1974 konnten die Diables Rouges sich nicht qualifizieren, und das, obwohl sie in den sechs Begegnungen nicht ein einziges Gegentor hinnehmen mussten: der Nachbar Niederlande hatte bei Punktgleichheit die um 10 Treffer bessere Tordifferenz.
Es dauerte bis zur WM 1982, bis Belgien wieder eine Endrunde erreichte. In Spanien trat Belgien als Vizeeuropameister mit großen Hoffnungen an, nachdem man auch in der Qualifikation Frankreich, Vizeweltmeister Niederlande und Irland hinter sich gelassen hatte.
Im Eröffnungsspiel wurde Weltmeister Argentinien mit 1:0 geschlagen, es folgte ein Sieg gegen El Salvador (1:0) und ein Unentschieden gegen Ungarn (1:1). Damit hatte Belgien die Zwischenrunde erreicht, verlor dort aber gegen Polen (0:3) und die Sowjetunion (0:1).
Bei der WM 1986 hatte Belgien zunächst Mühe und konnte sich nur als einer der besten Drittplatzierten der Vorrundengruppen für das Achtelfinale qualifizieren. Nach einer Auftaktniederlage gegen Mexiko (1:2), setzten sich die Belgier gegen den Irak (2:1) durch und spielte zum Abschluss (2:2) gegen Paraguay.
Das anschließende Achtelfinale gegen die Sowjetunion war eines der herausragenden Spiele des Turniers und gilt als Fußballklassiker. In einem an Dramatik kaum zu überbietenden Spiel gewann Belgien (4:3) nach Verlängerung. Auch im Viertelfinale gegen Spanien musste Belgien in die Verlängerung, nach der es (1:1) hieß. Im Elfmeterschießen behielt Belgien mit (6:5) die Oberhand. Nach einem (0:2) im Halbfinale gegen Argentinien verlor Belgien auch das Spiel um Platz drei gegen Frankreich mit (2:4), wieder nach Verlängerung. Der vierte Platz bei diesem Turnier war die beste Platzierung Belgiens bei einer Weltmeisterschaft.
Die Fußball-Weltmeisterschaft 1990 in Italien begann mit einem (2:0)-Sieg gegen Südkorea und einem (3:1) gegen Uruguay. Belgien war also schon für das Achtelfinale qualifiziert, als es gegen Spanien (1:2) unterlag. Dort verlor das Team äußerst unglücklich gegen England durch ein Tor in der letzten Minute der Verlängerung.
Die Vorrunde bei der Fußball-Weltmeisterschaft 1994 in den USA verlief kurios: Nach zwei (1:0)-Siegen gegen Marokko und die Niederlande verlor das belgische Team die letzte Partie gegen Saudi-Arabien (0:1) und fand sich nur auf dem dritten Vorrundenplatz wieder. Trotzdem war die Mannschaft für das Achtelfinale qualifiziert, das sie aber 2:3 gegen Deutschland verlor.
1998 schied die Mannschaft als Gruppendritter in der Vorrunde aus, obwohl sie ungeschlagen blieb. Drei Unentschieden gegen die Niederlande (0:0), Mexiko (2:2) und Südkorea (1:1) reichten nicht zum Weiterkommen.
Nachdem Belgien in der Qualifikation zunächst hinter Kroatien Gruppenzweiter geworden war, konnte die Mannschaft in der Relegation überraschend Tschechien ausschalten.
Bei der WM-Endrunde 2002 gelang nach zwei Unentschieden gegen Japan (2:2) und Tunesien (1:1) im letzten Spiel der Vorrunde ein Sieg gegen Russland (3:2). Ein (0:2) gegen Brasilien im Achtelfinale bedeutete dort trotz spielerischer Überlegenheit das Aus. Dabei wurde ein korrekter Treffer von Marc Wilmots vom Schiedsrichter nicht anerkannt. Die beiden brasilianischen Tore fielen erst in der Schlussphase.
2006 und 2010 hatte Belgien sich nicht für die Weltmeisterschaft qualifiziert; dies gelang den „roten Teufeln“ erst zur WM 2014 in Brasilien wieder. Als einer der „Geheimfavoriten“ gestartet, konnte die Mannschaft das Viertelfinale erreichen.
2018 erreichte Belgien mit dem dritten Platz die bisher beste Platzierung, erzielte die meisten Tore aller Mannschaften und schaltete im Viertelfinale Rekordweltmeister Brasilien aus. Im Halbfinale unterlag die Mannschaft dem späteren Weltmeister Frankreich.

### Europameisterschaften
Die Endrunde der Europameisterschaft 1972 wurde in Belgien ausgetragen. In Brüssel traf der Gastgeber auf den späteren Europameister Deutschland, gegen den das Team mit 1:2 unterlag. Im Spiel um Platz drei in Lüttich bestimmte Belgien das Spiel gegen Ungarn von Beginn an und führte zur Halbzeit mit (2:0). Ungarn schaffte zwar noch den Anschlusstreffer, doch war der Sieg der Belgier unangefochten.
Der größte Erfolg eines belgischen Teams gelang bei der Europameisterschaft 1980, als die Mannschaft das Finale erreichte und dort nur knapp gegen Deutschland unterlag (1:2). Dieses Turnier markiert den Beginn der größten Zeit der belgischen Nationalmannschaft. In der Qualifikation konnte sich Belgien mit einem 3:1-Sieg im letzten Spiel in Schottland durchsetzen und die stark eingeschätzten Österreicher noch verdrängen.
Auch in der Vorrunde der Europameisterschaft waren die Belgier klarer Außenseiter gegen Gastgeber Italien, die mit Europapokalsiegern gespickte Mannschaft Englands und Spanien. Nachdem Belgien im ersten Spiel gegen England ein (1:1) geschafft und gegen Spanien (2:1) gewonnen hatte, kam es in Rom zu einem echten Endspiel zwischen Italien und Belgien. Die Belgier benötigten aufgrund des besseren Torverhältnisses nur ein Unentschieden. Besonders konsequent setzte die belgische Mannschaft von Trainer Guy Thys ihre Abseitsfalle ein, wie es so im internationalen Fußball vorher nie zu sehen war. Die Italiener bissen sich die Zähne an der Abwehr und an Torwart Jean-Marie Pfaff aus. Belgien erreichte durch das (0:0) das Finale von Rom. Dort ging Deutschland bereits in der 10. Minute in Führung, als es Bernd Schuster gelang, die Abseitsfalle auszuspielen und Horst Hrubesch das (1:0) erzielte. In der zweiten Halbzeit lief die deutsche Mannschaft in der 71. Minute in einen Konter der Belgier. Uli Stielike wusste sich nur durch ein Foulspiel zu helfen und den anschließenden Elfmeter verwandelte René Vandereycken zum Ausgleich. Als sich alles bereits auf eine Verlängerung einstellte, erhielt Deutschland in der 89. Minute einen Eckball und Horst Hrubesch köpfte den 2:1-Siegestreffer für Deutschland.
Gegen Jugoslawien konnte Belgien sein erstes Spiel der EM 1984 noch mit (2:0) gewinnen, doch anschließend ging man mit (0:5) gegen Gastgeber Frankreich unter. Trotz einer Leistungssteigerung wurde auch das letzte Gruppenspiel gegen Dänemark mit (2:3) verloren. Dies bedeutete das Aus.
Die Fußball-Europameisterschaft 2000 wurde gemeinsam von Belgien und den Niederlanden ausgerichtet. Die belgische Mannschaft bestritt das Eröffnungsspiel des Turniers gegen Schweden und konnte mit (2:1) gewinnen. Italien und die Türkei erwiesen sich aber als die spielerisch besten Mannschaften dieser Gruppe und konnten Belgien jeweils (2:0) schlagen. Für den Gastgeber bedeutete das Ausscheiden eine herbe Enttäuschung.

### Olympische Spiele
Bei den Olympischen Spielen 1920 in Antwerpen gewann Belgien die Goldmedaille. Im Finale besiegte Belgien die Tschechoslowakei mit 2:0 (2:0), die nach dem zweiten Tor aus Protest den Platz verließ. Daraufhin wurde Belgien zum Sieger erklärt.
Bereits bei dem Demonstrationswettbewerb 1900 in Paris hatte eine belgische Auswahl Bronze gewonnen. 1924 und 1928 erreichte Belgien das Achtel- bzw. Viertelfinale. Erst 2008 konnte sich die Mannschaft wieder für Olympische Spiele qualifizieren. Dort erreichte das Team überraschend das Halbfinale und verlor schließlich das Spiel um Platz 3 gegen Brasilien.

## Profifußball

### Pro League

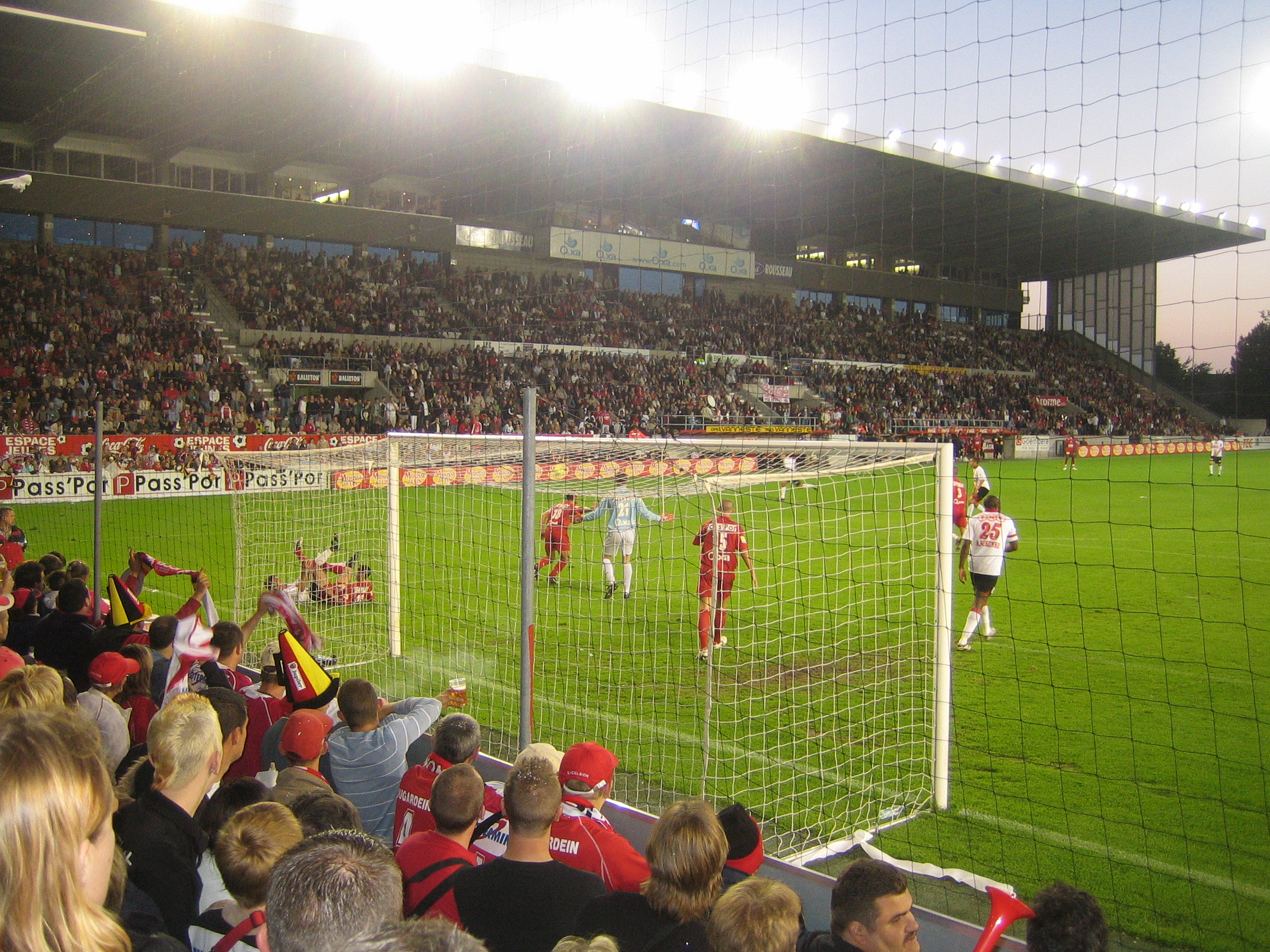
Excelsior Mouscron gegen Standard Lüttich, 2007

Die erste belgische Fußball-Liga, die Division 1A, ist eine der ältesten der Welt. Seit 1896 richtet der belgische Fußballverband offizielle Meisterschaften aus. Die erste Division trägt derzeit den Namen des Hauptsponsors, der Bierbrauerei Jupiler, und heißt Jupiler Pro League (1A).
Die erste Liga umfasst 16 Mannschaften. Der Tabellenletzte steigt direkt ab, die neun auf den Tabellenrängen 7 bis 15 platzierten Mannschaften spielen Ausscheidungsspiele zusammen mit zweit- bis viertplatzierten Vereinen der Division 1B aus.
In der ersten Liga ist ein deutliches Übergewicht der flämischen gegenüber den frankophonen Vereinen auszumachen.
Ligenstruktur
Unterhalb der ersten drei Ligen ist der belgische Fußball nach Sprachgemeinschaften (wobei die deutschsprachigen Vereine bei den frankophonen mitspielen), unterhalb der ersten fünf Ligen nach Provinzen organisiert.
| Niveau | Liga                                      | Liga                                      | Liga                                     | Liga                                     |
| ------ | ----------------------------------------- | ----------------------------------------- | ---------------------------------------- | ---------------------------------------- |
| 1      | Pro League 16 Clubs                       | Pro League 16 Clubs                       | Pro League 16 Clubs                      | Pro League 16 Clubs                      |
| 2      | Division 1B 8 Clubs                       | Division 1B 8 Clubs                       | Division 1B 8 Clubs                      | Division 1B 8 Clubs                      |
| 3      | 1. Division Amateure 16 Clubs             | 1. Division Amateure 16 Clubs             | 1. Division Amateure 16 Clubs            | 1. Division Amateure 16 Clubs            |
| 4      | 2. Division Amateure (Wallonien) 16 Clubs | 2. Division Amateure (Wallonien) 16 Clubs | 2. Division Amateure (Flandern) 16 Clubs | 2. Division Amateure (Flandern) 16 Clubs |
| 5      | 3. Division Amateure 14 Clubs             | 3. Division Amateure 14 Clubs             | 3. Division Amateure 16 Clubs            | 3. Division Amateure 16 Clubs            |
| 6+     | Ligen auf Provinzebene                    | Ligen auf Provinzebene                    | Ligen auf Provinzebene                   | Ligen auf Provinzebene                   |

### Pokal
Der Belgische Pokal (Beker van België/Coupe de Belgique) ist der Pokalwettbewerb für Vereinsmannschaften im belgischen Fußball. Er wurde 1908 zum ersten Mal ausgetragen. Damals und auch 1909 spielten jedoch keine Vereine, sondern Regionen gegeneinander. Ab 1912 wurde der Pokal, mit einigen Unterbrechungen, unter Vereinsmannschaften ausgespielt. Das Finale findet seit einigen Jahren im König-Baudouin-Stadion statt.
Neben dem Pokal erhält der Sieger den vierten belgischen Startplatz im Europapokal. Rekordsieger ist der FC Brügge mit 10 Pokalsiegen vor RSC Anderlecht (8 Siege) und Standard Lüttich (5 Siege). 2007 konnte der FC Brügge durch einen 1:0-Finalsieg über Standard Lüttich den Pokal gewinnen.

### Ligapokal
Der Belgische Ligapokal wurde 1975 kurz nach der Gründung der Pro League unter dem Namen Coupe de la Ligue Pro eingeführt, aber nach einer Saison wieder eingestellt. 1985 und 1986 wurde der Wettbewerb erneut ausgespielt.
Von 1998 bis 2000 wurde der Wettbewerb erneut eingeführt. Diesmal trug er den Namen Coupe de la Ligue Professionell. In diesen drei Ausgaben qualifizierte sich der Sieger für den UEFA-Intertoto Cup.
Wegen mangelnder Interesse und Problemen bei der Finanzierung durch TV-Einnahmen wurde der Wettbewerb im Jahr 2000 wieder eingestellt. Ein Vorschlag von Standard Lüttich 2010 den Wettbewerb, statt Play-offs in der Liga, wieder einzuführen, wurde von den anderen Vereinen abgelehnt.

### Superpokal
Der Belgische Superpokal wird seit 1979 ausgespielt. Im Normalfall wird der Supercup in einem Spiel zwischen dem Sieger der Pro League und dem Sieger des belgischen Pokals ausgetragen. Der Austragungsort ist seit 2004 immer das Stadion des Meisters. Bis dahin wurde der Wettbewerb im Stadion Roi Baudoin ausgetragen.
Ausnahmen waren die  Jahre  1987 als der Sieger in Hin- und Rückspiel ermittelt wurde so wie das Jahr 1989, als das Duell zwischen dem KV Mechelen und dem RSC Anderlecht nicht ausgetragen wurde. Sollte der Meister auch Pokalsieger sein, spielt er im Supercup gegen den Finalisten des Pokals.

### Europacup
Im Europapokal waren bislang der RSC Anderlecht dreimal und der KV Mechelen einmal erfolgreich. In der UEFA-Fünfjahreswertung liegt der belgische Vereinsfußball auf Rang vierzehn (Stand: Juni 2010). Damit ist der Landesmeister direkt für die Champions League startberechtigt, der Zweite muss in die dritte Qualifikationsrunde. Der Dritte und der Pokalsieger sind für den UEFA-Cup qualifiziert.
Champions League
Im Europapokal der Landesmeister, dem Vorläufer der Champions League, gelang bisher lediglich dem FC Brügge 1978 der Einzug ins Finale. Dort unterlag er jedoch im Londoner Wembley-Stadion dem FC Liverpool mit 0:1.
Europapokal der Pokalsieger
Den Europapokal der Pokalsieger konnten der RSC Anderlecht zweimal (1976 und 1978) und der KV Mechelen einmal (1988) gewinnen. Mit zwei weiteren Finalteilnahmen (1977 und 1990) ist Anderlecht sogar die erfolgreichste Mannschaft nach dem CF Barcelona in diesem Wettbewerb. 1976 schlug sie im Finale in Brüssel West Ham United mit 4:2 und wiederholte diesen Erfolg zwei Jahre später durch einen deutlichen 4:0-Sieg in Paris gegen FK Austria Wien. Dazwischen lag eine 0:2-Niederlage im Endspiel 1977 in Amsterdam, so dass der RSC dreimal hintereinander im Finale stand. Noch einmal zog das Team 1990 ins Endspiel ein, unterlag aber Sampdoria Genua 0:2 nach Verlängerung in Göteborg. Eine große Sensation war der Titelgewinn des KV Mechelen 1988, der in Straßburg gegen die hoch favorisierte Mannschaft von Ajax Amsterdam 1:0 gewinnen konnte. Das Finale des Europacups der Pokalsieger erreichten auch Standard Lüttich, der 1982 dem CF Barcelona mit 1:2 unterlag (in Barcelona) und Royal Antwerpen, der 1993 in London 1:3 gegen AC Parma verlor.
UEFA Cup
Der RSC Anderlecht war 1983 auch im UEFA Cup nach einem 1:0-Heimsieg und einem 1:1 im Rückspiel gegen Benfica Lissabon erfolgreich. Im Jahr darauf erreichte man erneut das Finale, unterlag dort aber Tottenham Hotspur nach zwei Unentschieden (jeweils 1:1) im Elfmeterschießen in London. 1976 war der FC Brügge ins Endspiel vorgedrungen, kam aber nach einem 2:3 im Hinspiel beim FC Liverpool zu Hause nicht über ein 1:1 hinaus
Messepokal
1970 zog der RSC Anderlecht ins Finale des Messepokals, des Vorläufers des UEFA-Cups, und bezwang den FC Arsenal 3:1 im Hinspiel. Doch Arsenal gelang mit einem 3:0-Heimsieg noch in einen Sieg doch noch der Titelgewinn.
UEFA Super Cup
Auch den UEFA Super Cup gewann der RSC Anderlecht zweimal gegen den jeweiligen Europacup-Sieger der Landesmeister: 1976 gegen Bayern München (4:1 und 1:2) und 1978 gegen den FC Liverpool (3:1 und 1:2).
1988 gelang dies auch dem KV Mechelen gegen PSV Eindhoven (3:0 und 0:1).

## Stadien
Den Status eines 'Nationalstadions' hat das König-Baudouin-Stadion in Brüssel, das mit einem Fassungsvermögen von 50.000 Zuschauern auch das größte in Belgien ist. Der KBFV hat vertraglich festgelegt, hier alle Länderspiele auszutragen. Bei der Fußball-Europameisterschaft 2000 fanden hier das Eröffnungsspiel und vier weitere Begegnungen statt. Bis zu seinem Umbau Mitte der 1990er Jahre trug das Stadion den Namen Heysel-Stadion.
Es war 1920 erbaut worden und fasste damals 70.000 Zuschauer. Bei der Fußball-Europameisterschaft 1972 war das Heysel-Stadion Austragungsort einer Halbfinalpartie und des Finals. Siebenmal seit 1958 fand hier ein Europapokal-Finale statt. Beim letzten zwischen dem FC Liverpool und Juventus Turin ereignete sich 1985 nach Zuschauerausschreitungen die größte Katastrophe des europäischen Fußballs, bei der 39 Menschen ums Leben kamen.
Ebenfalls zur EM 2000 wurden das Jan-Breydel-Stadion in Brügge (30.000 Zuschauer), das Stade Sclessin in Lüttich (29.000) und das Stade du Pays de Charleroi (22.000) saniert.
Das Olympiastadion Antwerpen (12.700) war Austragungsort der Olympischen Sommerspiele 1920, bei denen Belgien die Goldmedaille gewann. Es ist das Heimstadion des Erstligisten Germinal Beerschot Antwerpen.
Während andere Gebäude nicht zwingend nach den Baunormen bemessen werden müssen, wurde für Belgische Fussballstadien mit dem Arrêté royal contenant les normes de sécurité à respecter dans les stades de football vom 6. Juli 2013 die mehrere Normen aus dem Eurocode verpflichtend eingeführt.

## Frauenfußball
Frauenfußball gibt es in Belgien seit 1970. In der Saison 1971/72 wurde zum ersten Mal eine Meisterschaft ausgetragen, seit 1977 auch ein Pokalwettbewerb. Heute spielen etwa 20.000 Mädchen und Frauen im KBVB Fußball. 1977 fand auch das erste Länderspiel einer belgischen Nationalmannschaft statt (2:2 gegen die Schweiz). Diese konnte sich noch nicht für eine Welt- aber für die Europameisterschaft 2017 qualifizieren.